# 施泰德斯多夫
施泰德斯多夫是德国下萨克森州的一个市镇。总面积27.95平方公里，总人口1649人，其中男性831人，女性818人（2011年12月31日），人口密度59人/平方公里。